# Референдум о независности Црне Горе 1992.
Референдум о независности Црне Горе 1. марта 1992. је био први референдум за црногорску независност.
Питање на референдуму 1992. је било: "Да ли сте за то да Црна Гора, као суверена република, настави да живи у заједничкој држави − Југославији, потпуно равноправно са другим републикама које то буду жељеле?"
На овом референдуму резултати су били следећи:
- 95,96% свих регистрованих гласача је изабрало заједничку државу Србије и Црне Горе, односно Југославију.
- Излазност је била 66,04%[1]

Албанска национална мањина у Црној Гори је бојкотовала референдум на позив својих сународника из Космета, Прешева и Македоније с циљем јачања албанског покрета у распаду Југославије.
Резултат овог референдум довео је до формирања Савезне Републике Југославије 27. априла 1992. године.
Други референдум о независности је одржан 14 година касније, 21. маја 2006. године, после ког је Црна Гора постала независна држава.